# Cultura di Abealzu-Filigosa

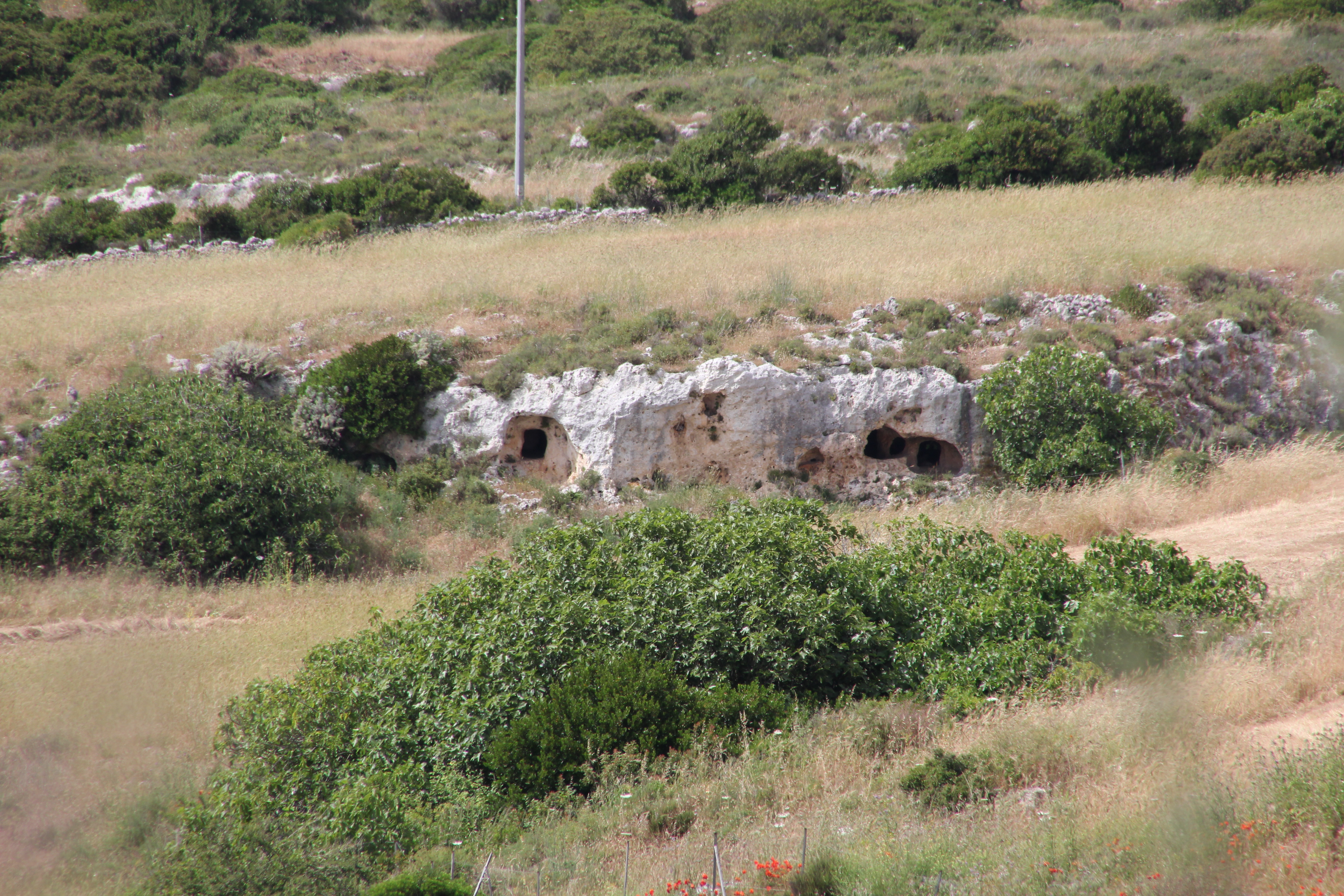
La necropoli di Abealzu, presso Sassari

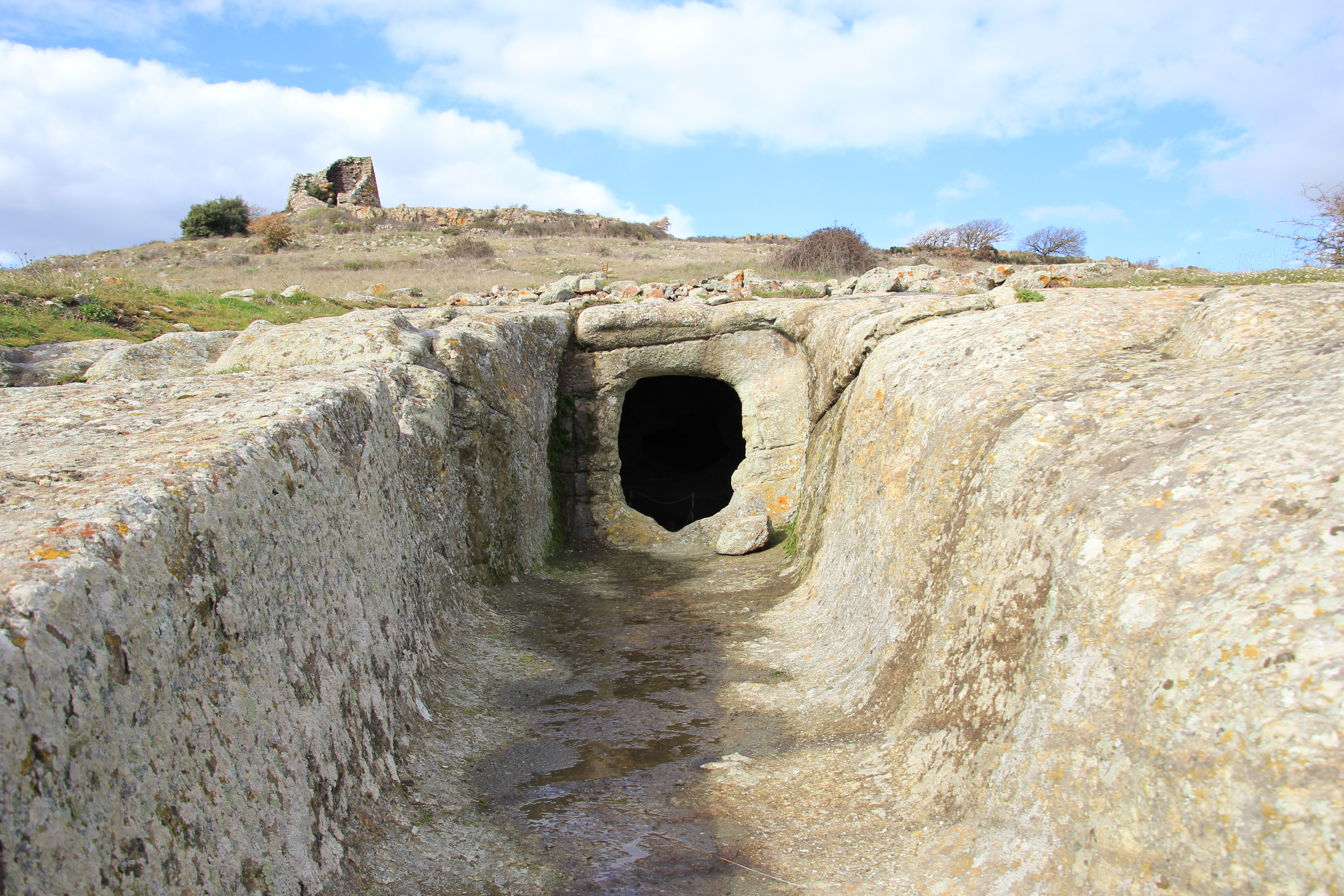
Macomer, la necropoli di Filigosa

La cultura di Abealzu-Filigosa  è una cultura prenuragica sviluppatasi in Sardegna nell'età del rame, tra il 2700 e il 2400 a.C. Prende il nome dalle località in cui sono stati fatti i più importanti ritrovamenti: Abealzu presso Sassari e Filigosa presso Macomer. 

## Insediamenti

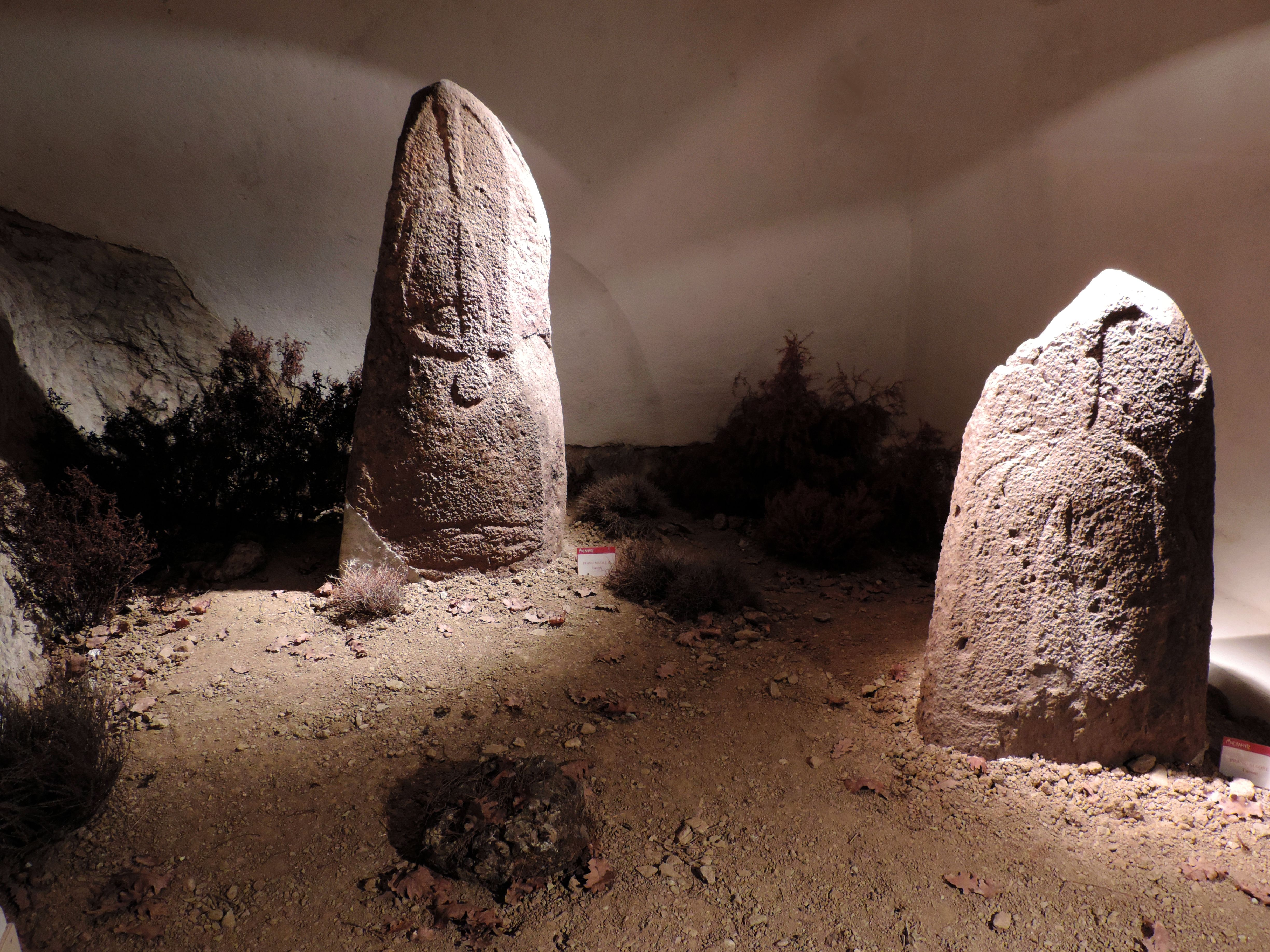
Statue menhir da Laconi

Le popolazioni vivevano nell'area sassarese ed in altre zone del centro sud della Sardegna. Costruirono villaggi di capanne con muri rettilinei, organizzati per il controllo del territorio.
Le tombe vennero ricavate in caverne, ripari sotto roccia, tombe a corridoio, ciste, domus de janas. Gli scheletri trovati a Filigosa presentano scalfiture profonde dovute a scarnificazione prima della sepoltura definitiva.

## Economia e cultura materiale
Erano dediti principalmente alla pastorizia e all'agricoltura. Usavano l'ossidiana, ma iniziarono ad apparire durante questo periodo i primi oggetti di fusione del rame e del piombo galena, soprattutto pugnali come quelli rappresentati nelle statue menhir di Laconi e Nurallao.
Le ceramiche di questa cultura (in particolare della fase di Abealzu) e le asce di pietra a martello, presentano similitudini con quelle della cultura del Rinaldone e del Gaudo dell'Italia peninsulare.

## Culto

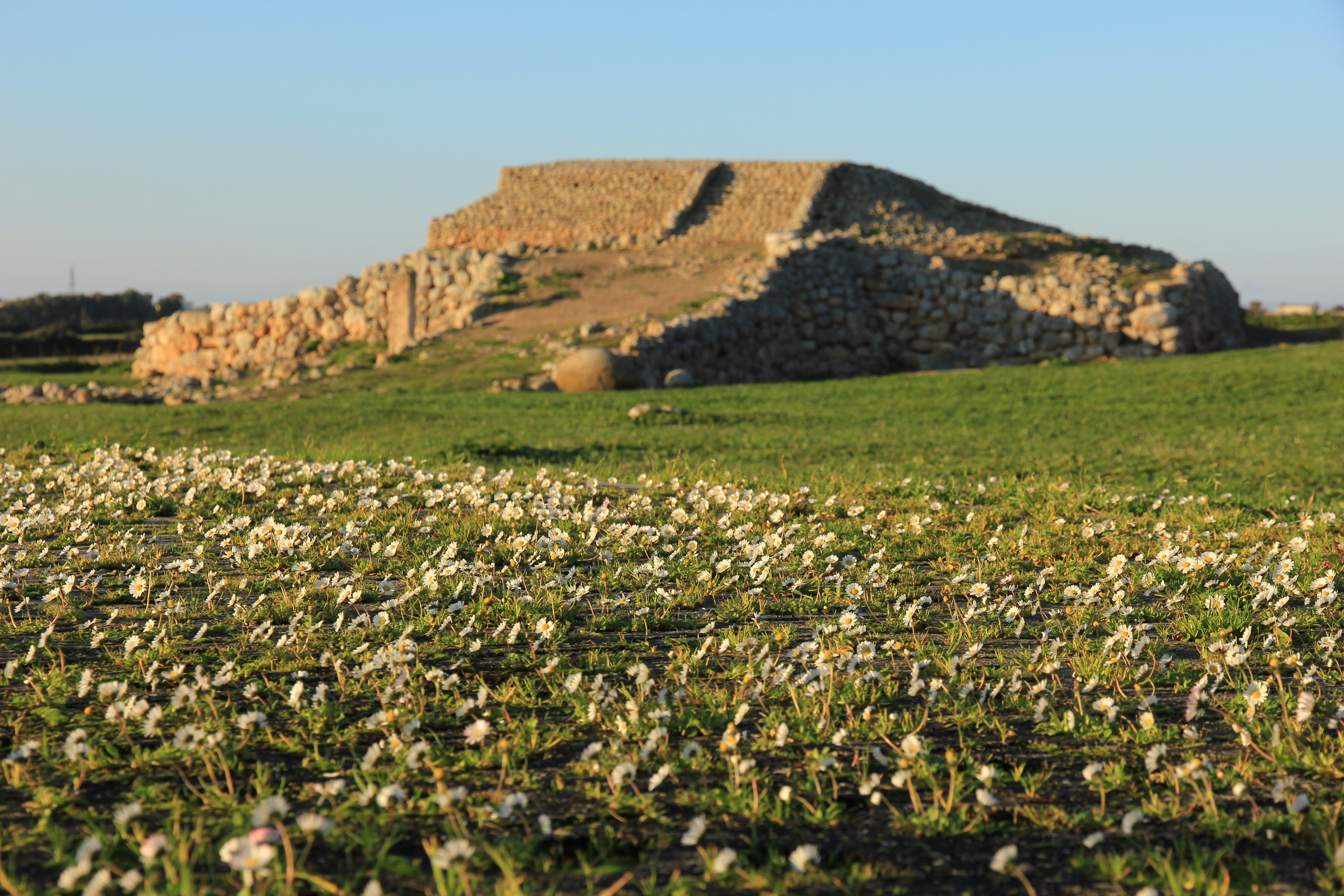
Il complesso di Monte d'Accoddi

Sono divinizzati gli antenati guerrieri e innalzarono i primi monumenti megalitici, come l'altare di Monte d'Accoddi, nei pressi di Sassari, su un rilievo a base quadrangolare alto dieci metri, ma che in origine superava i 36 metri, molto probabilmente consacrato al dio Sole e che richiama per la sua disposizione su una terrazza sopraelevata i templi ziqqurat della Mesopotamia. Alla religione materna subentra il culto del padre eroe.